# Löberöd
Löberöd is een plaats in de gemeente Eslöv en de gemeente Höör in Skåne, de zuidelijkste provincie van Zweden. De plaats heeft 1578 inwoners (2005) (hiervan wonen 1086 in de gemeente Eslöv en 11 in de gemeente Höör) en een oppervlakte van 73 hectare (hiervan ligt 69 hectare in de gemeente Eslöv en 4 in de gemeente Höör).
Billinge · Eslöv · Flyinge · Gårdstånga · Gullarp · Hammarlunda · Harlösa · Holmby · Hurva · Kungabacken · Kungshult · Löberöd (deels) · Marieholm · Örtofta · Östra Asmundtorp · Stabbarp · Stehag · Stockamöllan · Toftaholm (deels) · Väggarp · Västra Strö · Vittskövle
Höör · Löberöd (deels) · Sätofta · Tjörnarp · Ormanäs och Stanstorp · Ljungstorp och Jägersbo · Norra Rörum · Snogeröd · Ekeborg · Bokeslund · Gamla Bo ·